# 미토번
미토 번(일본어: 水戸藩 미토한[*])은 일본 에도 시대 히타치국 내에 있던 번으로, 지금의 이바라키현 중부・북부 일대를 지배하였다. 번청은 미토성(현재의 미토시)으로, 도쿠가와 고산케의 하나인 미토 도쿠가와가(水戸徳川家)이 1609년 이후부터 대대로 다스렸으며 최대 고쿠다카는 35만 석이었다. 막말 존왕양이 운동의 사상적 토대가 되었던 미토학(水戸学)이 형성된 곳이며, 마지막 쇼군인 도쿠가와 요시노부의 고향이기도 하다.

## 번의 역사
히타치 국은 도요토미 히데요시로부터 지배를 인정받은 센고쿠 다이묘 사타케씨가 다스리고 있었다. 하지만 세키가하라 전투 당시 54만 석의 영지를 보유하고 있던 사타케 요시노부는 도쿠가와 측에 가담하지 않았기 때문에, 게이초 7년(1602년), 데와 아키타 21만 석 영지로 삭감 전봉되었다. 그 후 히타치 미토에는 사쿠라(佐倉)로부터 도쿠가와 이에야스의 다섯 번째 아들인 다케다 노부요시가 15만 석 영주로서 입봉하였다. 하지만 이듬해인 게이초 8년(1603년), 노부요시는 급사하였고, 이어서 이에야스의 열번째 아들인 도쿠가와 요리노부가 입봉하였다. 요리노부도 게이초 14년(1609년) 슨푸로 영지를 옮기게 되면서, 미토에는 요리노부와 어머니가 같은 동생인 이에야스의 열한번째 아들 도쿠가와 요리후사가 들어왔다. 당시 영지는 25만 석이었고, 이후 28만 석으로 증가되었으며, 겐로쿠 연간에는 고쿠다카가 35만 석에 이르렀다.
미토 번주가 된 미토 도쿠가와가는 고산케 중 하나인데, 그 중에서도 유일하게 에도 정부(定府), 즉 에도에 상시 근무하는 것으로 정해져, 쇼군을 보좌하는 역할을 맡았다. 그때문에 미토 번주는 격식을 우선하게 되어 실태와 맞지 않는 고쿠다카 개정을 행하게 되었고, 실제 수확량이 표면적인 고쿠다카를 늘 밑도는 상황이 발생했다. 막부에 대한 군사 요역 등은 격식에 맞춰 이루어져야 했기 때문에 미토 번은 이에 따른 재정난에 허덕이게 되었다.
요리후사는 맏아들 요리시게가 아닌 셋째 아들 미쓰쿠니에게 번주 자리를 물려주었다. 이는 요리후사가 형인 도쿠가와 요시나오, 요리노부에게 아들이 없는 것을 꺼려서 맏아들 요리시게를 서장자(庶長子)로 대해 번주직을 계승할 수 없었기 때문이라고 한다. 대신 요리시게는 다카마쓰번 12만 석 영지를 지급받았다. 2대 번주 미쓰쿠니는 학문을 좋아하였고, 대일본사의 편찬을 시행하여, 미토 번에 존왕(尊王)의 기풍을 심어놓았다. 이러한 토양을 바탕으로 미토 번에서 발생한 미토학은 막부 말기 존왕양이 운동에 강한 영향을 미쳤다.
9대 번주 도쿠가와 나리아키는 번 통치의 개혁과 막부 정치에 대한 참여에 뜻을 두었다. 하지만 그가 존왕양이적인 경향이 강했던 관계로 막부로부터 멀어져 나중에는 은거당하게 되었다. 또한 나리아키는 재정난 속에서도 새로 가신을 등용하였기 때문에 번 재정은 더욱 궁핍해졌다.
막말에는 번내의 보수파(쇼세이 당(諸生党))와 개혁파(덴구 당(天狗党))의 항쟁이 벌어지면서 미토 번은 통제가 되지 않았고, 미토 번사들에 의한 사쿠라다 문 밖의 변, 덴구당의 난, 홍도관 전쟁(弘道館戦争)을 야기했다.
미토 번은 폐번치현으로 폐지되어 미토 현이 되었고, 이어서 이바라키 현에 편입되었다.

## 역대 번주
다케다 가문
| 대수 | 번주                     | 초상화 | 재임 기간       | 비고                       |
| ---- | ------------------------ | ------ | --------------- | -------------------------- |
| 1    | 다케다 노부요시 武田信吉 |        | 1602년 ~ 1603년 | 도쿠가와 이에야스의 제5자. |

기슈 도쿠가와 가문
| 대수 | 번주                       | 초상화 | 재임 기간       | 비고                        |
| ---- | -------------------------- | ------ | --------------- | --------------------------- |
| 1    | 도쿠가와 요리노부 徳川頼宣 |        | 1603년 ~ 1609년 | 도쿠가와 이에야스의 제10자. |

미토 도쿠가와 가문
| 대수 | 번주                       | 초상화 | 재임 기간       | 비고                        |
| ---- | -------------------------- | ------ | --------------- | --------------------------- |
| 1    | 도쿠가와 요리후사 徳川頼房 |        | 1609년 ~ 1661년 | 도쿠가와 이에야스의 제11자. |
| 2    | 도쿠가와 미쓰쿠니 徳川光圀 |        | 1661년 ~ 1690년 |                             |
| 3    | 도쿠가와 쓰나에다 徳川綱條 |        | 1690년 ~ 1718년 |                             |
| 4    | 도쿠가와 무네타카 徳川宗堯 |        | 1718년 ~ 1730년 |                             |
| 5    | 도쿠가와 무네모토 徳川宗翰 |        | 1730년 ~ 1766년 |                             |
| 6    | 도쿠가와 하루모리 徳川治保 |        | 1766년 ~ 1805년 |                             |
| 7    | 도쿠가와 하루토시 徳川治紀 |        | 1805년 ~ 1816년 |                             |
| 8    | 도쿠가와 나리노부 徳川斉脩 |        | 1816년 ~ 1829년 |                             |
| 9    | 도쿠가와 나리아키 徳川斉昭 |        | 1829년 ~ 1844년 |                             |
| 10   | 도쿠가와 요시아쓰 徳川慶篤 |        | 1844년 ~ 1868년 |                             |
| 11   | 도쿠가와 아키타케 徳川昭武 |        | 1868년 ~ 1871년 |                             |

## 같이 보기
지번
- 사누키 다카마쓰번
- 무쓰 모리야마번
- 히타치 후추번
- 히타치 시시도번

인근 번
- 쓰치우라번 : 히타치 후추번의 1개 남쪽 옆
- 이와키 다이라번 : 1개 북쪽 옆
- 소마 나카무라번 : 2개 북쪽 옆
- 센다이번 : 3 개 북쪽 옆